# Paths of Possession
Paths of Possession es una banda de death metal melódico que cuenta con el vocalista de Cannibal Corpse George Fisher en una faceta más melódica además del sonido de la banda que posee estructuras musicales que se asemejan a los de la escena death-metalera de Tampa y a la escena thrash de Bay Area.

## Biografía
La banda fue fundada en 1999 por Randy Buttman (Silhaven), Jay Fossen, Erin «Goat» Fuller (Cryptic Winds) y Richard Brunelle (ex-Morbid Angel). El estilo de Paths of Possession es una amalgama entre Heavy metal tradicional con bastante influencia de death metal sueco. La banda lanzó de manera indepentiente su primer demo, Legacy in Ashes en el 2000.
Después de lanzar Legacy of Ashes, Erin dejó la banda para unirse a Hell on Earth y fue reemplazado por Brian Ridley (Cancerslug) en el 2002. Poco después, Paths of Possession fue tomada en cuenta por Keith Suchland más conocido como «Splattergod» (de la banda Dark Faith) para la grabación de su siguiente material. Ambas bandas decidieron lanzar un álbum split de doce canciones, seis por cada banda.
Mientras se encontraban trabajando en el álbum-split, a Buttman se le presentó la oportunidad de unirse a Withered Earth a finales del 2002 y uniéndose a ellos oficialmente en enero del 2003. Dicho suceso resultó en que la banda estuviera en un hiato y que el split fuera suspendido monentaneamente. Después de que Withered Earths lanzara Of Which They Bleed, la banda se disolvió y Buttman regresó a Tampa para revivir el proyecto Paths of Possession.
Debido a que su vocalista, Bill, tuvo que mudarse a Nueva York, Buttman preguntó a su amigo George «Corpsegrinder» Fisher (vocalista de Cannibal Corpse) si quería contribuir con la banda haciéndose cargo de las voces a lo que Fisher contestó que si. Ya con la nueva alineación la banda decidió grabar seis cancionesen los estudios Ozone, en St. Petersburg, Florida, finalizando en septiembre del 2003. El material resultante fue titulado The Crypt of Madness y lanzado a través de Splattergod Records, con tan solo 1000 ejemplares. Los planes de lanzamiento que se tomaron entre la banda y Splattergod fueron el de lanzar el material a finales del 2004 y principios del 2005.
Poco después de lanzar el split a principios del 2004, Richard Brunelle fue remplazado por el guitarrista Jack Goodwin, y el baterista Brian Ridley dejó Paths of Possession para volverse a integrar a Cancerslug. Nick Goodyear (Dark Faith) colaboró con la banda haciéndose cargo de la batería. Paths of Possession debutó en vivo en el segundo Gathering of Lowlifes Festival el 9 de abril de 2005, apareciendo al lado de unos nuevamente formados Hallow's Eve junto conDark Faith, Gardy Loo y Eviscerated Zombie Tampon.
Fue precisamente en ese tiempo cuando el propietario de Metal Blade Records, Brian Slagel, abordó a Fisher para proponerle un contrato, ya que le agradó el sonido de la banda después de escuchar The Crypt of Madness. Paths of Possession ingresó a los estudios Mana Recording Studios / Razzor Media en St. Petersburg, Florida para grabar Promises in Blood, con el afamado productor Erik Rutan (Hate Eternal, Soilent Green, Into the Moat). Una vez que las grabaciones fueron finalizadas, Promises in Blood fue enviado al oeste de Nueva York para ser masterizado por Alan Douches, conocido por haber trabajado con best Nile, Sepultura, Hatebreed, Unearth, Misfits, Mastodon, Shadows Fall, The Dillinger Escape Plan, Converge y Earth Crisis.

## Integrantes
- George Fisher - voz
- Randy Butman - bajo
- Jay Fossen - guitarra
- Jack Goodwin - guitarra
- Nick Goodyear - batería

### Miembros anteriores
- Erin Fuller - batería
- Brian Ridley - batería
- Chad - batería
- Bill - voz
- Richard Brunelle - guitarra

## Discografía
- Legacy in Ashes (2002)
- The Crypt of Madness (2003)
- Promises in Blood (2005)
- The End of the Hour (2007)